# غابرييل فرنانديز (لاعب كرة قدم)
غابرييل فرنانديز (بالإسبانية: Gabriel Fernández) هو لاعب كرة قدم أرجنتيني في مركز الدفاع، ولد في 3 أبريل 1992 في مدينة لا باندا في الأرجنتين. لعب مع خيمناسيا إسغريما دي ميندوزا.

## وصلات خارجية
- غابرييل فرنانديز (لاعب كرة قدم) على موقع قاعدة بيانات كرة القدم.إي يو (الإنجليزية)
- غابرييل فرنانديز (لاعب كرة قدم) على موقع Soccerway.com (الإنجليزية)